# 八角哲夫
八角哲夫（日语：／ Yasumi Tetsuo，1954年1月1日—），日本男性動畫師、動畫演出家、動畫導演、編劇。並以本名八角 哲夫（日文讀音相同）名義活動。自由身。他也是大地丙太郎的師父。

## 來歷
1972年左右，八角哲夫為《週刊Playboy》和《平凡Punch》等週刊提供插畫和漫畫。1976年，他以電視動畫《漫畫日本昔話》首次作為動畫演出家出道，在劇中他包辦了分鏡、演出、作畫、美術4項工作。約1978年，他加入高橋良輔領導的製作團隊「紅半纏工作室」。
1980年代，他在SHIN-EI動畫的工作量有所增加，並在1988年的《光頭騙子禿丸》首次擔任導演。從1990年代起，他經常參與劇本創作。

## 作風
特別是，八角哲夫作品的特點是在節目中設有迷你單元（包括《我們這一家》、《光頭騙子禿丸》的中的來信和歌曲單元，以及《烏龍少爺》的「茶魔語講座」等）。

## 參加作品

### 電視動畫
1976年
- 漫畫世界昔話（日语：まんが世界昔ばなし）（分鏡、演出、作畫、美術）

1978年
- 漫畫日本昔話（日语：まんが日本昔ばなし）（演出、作畫、美術）

1980年
- 加油權兵衛（日语：がんばれゴンベ）（分鏡、演出）
- 怪物小王子 (1980年版)（分鏡、演出）
- 漫畫山田君（日语：おじゃまんが山田くん）（分鏡）

1981年
- 忍者哈特利（分鏡、演出）

1982年
- 一津星世家的無敵奶奶（日语：一ッ星家のウルトラ婆さん）（分鏡）
- 阿福（日语：フクちゃん）（分鏡）

1983年
- 心跳今夜（分鏡）
- 小超人帕門 (1983年版)（分鏡）
- 漫畫日本史（日语：まんが日本史 (日本テレビ)）（分鏡）

1984年
- 新好小子（日语：あした天気になあれ (漫画)）（分鏡）
- 伊賀野河馬丸（分鏡）
- 怪貓豬油糕（日语：オヨネコぶーにゃん）（分鏡、演出）
- 藍寶（日语：らんぽう）（分鏡）

1985年
- 小鬼Q太郎 (1985年版)（分鏡、演出）
- 嘿！奔奔（分鏡）

1986年
- 奔奔先生II（日语：Mr.ペンペン）（演出）
- 機器人阿丁 (1986年版)（日语：ロボタン）（演出）
- 綠野仙蹤（日语：オズの魔法使い (テレビアニメ)）（分鏡）

1987年
- 超人B（日语：ウルトラB）（分鏡、演出）
- 肥牛牛布斯（分鏡、演出）

1988年
- 光頭騙子禿丸（日语：つるピカハゲ丸）（導演、分鏡）

1989年
- 烏龍少爺（日语：おぼっちゃまくん）（導演、編劇、分鏡）

1991年
- 妙妙殭屍（日语：どろろんぱっ!）（導演、編劇、分鏡、演出）

1992年
- 麵包超人（編劇）
- 人小鬼大（分鏡）

1994年
- 中崎達也超級搞笑劇場（日语：中崎タツヤスーパー ギャグシアター）（導演）
- 校園恐怖傳說花子來了!!（日语：学校のコワイうわさ 花子さんがきた!!）（導演、編劇、演出、作畫、CG）

1995年
- 暖暖日記 (1995年版)（劇本統籌[1]）
- 熊之噗太郎（日语：クマのプー太郎）（編劇）

1996年
- 烏龍派出所（導演〈初代〉、分鏡）

1997年
- 忍企鵝真丸（日语：忍ペンまん丸）（導演、編劇、分鏡）

1998年
- 抓狂一族（分鏡）
- 吉本無知子物語（日语：ヨシモトムチッ子物語）（導演）

1999年
- 伊索世界（分鏡）
- 週刊故事樂園（日语：週刊ストーリーランド）（總導演、分鏡、演出、美術監督）

2000年
- 小熊沃夫（日语：くまの子ウーフ）（編劇）※八角哲夫名義。

2002年
- 功夫小食神（導演）
- 我們這一家（導演〈第2代〉、編劇、分鏡）
- 野昭如 戰爭童話集「海龜與少年（日语：ウミガメと少年） -沖繩篇-」（導演、分鏡）

2004年
- 野昭如 戰爭童話集「一艘小型潛水艇愛上鯨魚的故事（日语：小さい潜水艦に恋をしたでかすぎるクジラの話）」（導演、分鏡）

2005年
- 哆啦A夢 (2005年版)（迷你劇場分鏡）

2006年
- 發條武士（日语：ぜんまいざむらい）（導演、編劇、分鏡）
- 野昭如 戰爭童話集「燒過的點心樹（日语：焼跡の、お菓子の木）」（導演、分鏡）

2007年
- 快樂小兔幸運草（總導演、劇本統籌）
- （編劇）
- 野昭如 戰爭童話集「兩顆胡桃（日语：ふたつの胡桃）」（總導演、編劇）

2008年
- 野昭如 戰爭童話集「小菊與大野狼（日语：キクちゃんとオオカミ）」（總導演、編劇）

2009年
- 野昭如 戰爭童話集「藍眼女孩的話（日语：青い瞳の女の子のお話）」（總導演）
- 閃亮雙胞胎（導演、編劇、分鏡）

2010年
- 花樣河童（日语：はなかっぱ）（劇本統籌、編劇）
- 星際寶貝 ～最棒的朋友～（總導演）

2011年
- 糖果精靈（劇本統籌、編劇）

2012年
- 黑魔女學園（導演、編劇、分鏡）

2013年
- 忍者哈特利 Returns（導演、劇本統籌、分鏡、演出）

2015年
- 星際寶貝 PERFECT MOMORY（編劇監修）

2020年
- 噴嚏大魔王2020（分鏡）

### 電影動畫
1992年
- 空中飛車戀曲（導演）

1994年
- 酸梅星王子：來自宇宙的盡頭～乓啪囉乓！（導演）

1996年
- （導演、編劇）
- APO APO世界 巨人馬場90分鐘的單場勝負（日语：APO APOワールド ジャイアント馬場90分一本勝負）（導演）

2002年
- 戰鬥陀螺 THE MOVIE 激戰！小龍VS大地（導演）
- 哆啦A夢七小子：GOAL！GOAL！GOAL!!（導演）

2003年
- 劇場版 我們這一家（導演、分鏡）

2007年
- 蠟筆小新：小白的屁屁炸彈（編劇）

2009年
- 哆啦A夢：新·大雄的宇宙開拓史（分鏡）

2010年
- 劇場版 3D我們這一家：超能力花媽（監修）

2011年
- 哆啦A夢：新·大雄與鐵人兵團 ～振翅吧 天使們～（OP分鏡）

2013年
- 劇場版 花樣河童：開花！蝶之國的大冒險（日语：はなかっぱ）（編劇[注 2]）

2017年
- GO-CHAN。 ～莫可與珍獸森林的夥伴們～（日语：ゴーちゃん。#劇場アニメ）（導演、分鏡）

2018年
- GO-CHAN。 ～莫可與冰上的約定～（導演）

### OVA
1985年
- THE CHOCOLATE PANIC PICTURE SHOW（特殊作畫）

1989年
- （總導演）

1991年
- 入院勃起物語（協力）

1994年
- 氣質形而上 實在職業婦女講座（日语：気分は形而上）（導演）

2014年
- （總導演、演出、美術)

2015年
- 我真的很喜歡海（日语：J-CREWプロジェクト 〜やっぱり海が好き〜）（導演、總導演）

### 網路動畫
2010年
- SHIN-EI小動畫劇場 （導演）

2011年
- SHIN-EI小動畫劇場 （導演、分鏡）

2024年
- 我們這一家NEXT（總導演）

### 短篇動畫
1984年
- 麵包超人與細菌人（演出）

2024年
- 笑點 妖怪長屋篇（OP作畫監督）

### 遊戲
2007年
- 哆啦A夢超棒球外傳 戲劇性的體育場（OP動畫）

## 其它
- 藤子·F·不二雄大全集（日语：藤子・F・不二雄大全集）《酸梅星王子》第3冊（2012年，小學館）—撰寫評論。

## 腳註

## 相關項目
- SHIN-EI動畫
- 日本動畫師列表（日语：アニメ関係者一覧）

## 外部連結
- 八角哲夫的專訪 （日語）（Group Tac）[]